# کوسمین موتی
کوسمین یُوسیف موتی (رومانیایی: Cosmin Iosif Moți؛ زادهٔ ۳ دسامبر ۱۹۸۴) بازیکن فوتبال اهل رومانی است.
از باشگاه‌هایی که در آن بازی کرده‌است می‌توان به دینامو بخارست، باشگاه فوتبال لودوگورتس رازگراد و سیه‌نا اشاره کرد.
وی همچنین در تیم ملی فوتبال رومانی بازی کرده‌است.